# Giuseppe Lorenzo Gatteri
Giuseppe Lorenzo Gatteri (Trieste, 18 de septiembre de 1829-Trieste, 1 de diciembre de 1884) fue un artista de Trieste, ahora en Italia.
Más tarde fue conocido por sus dibujos y pinturas en el estilo histórico romántico, incluidas numerosas ilustraciones de libros. Sus frescos decoran varios edificios en Trieste y alrededores.

## Primeros años

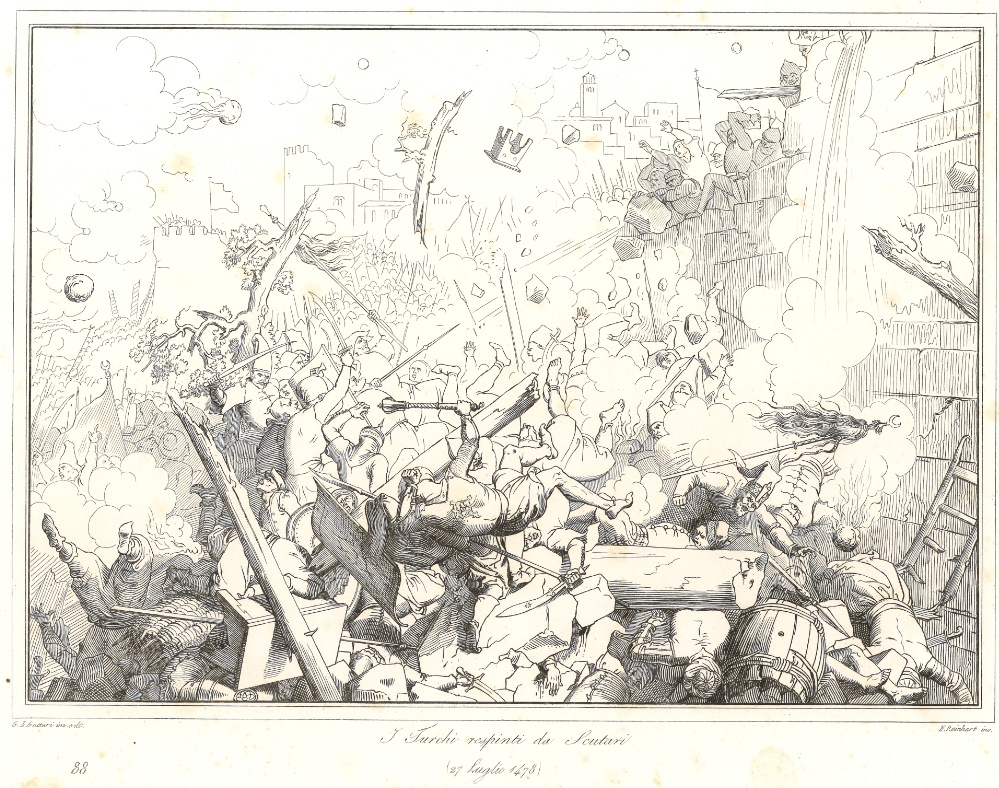
Asalto al castillo de Shkodra por las fuerzas otomanas en el asedio de Shkodra de 1478–9 (1860)

Giuseppe Lorenzo Gatteri nació en Trieste el 18 de septiembre de 1829. Su padre, también Giuseppe Gatteri, era un conocido pintor de óleos y frescos que se había trasladado en 1824 a Trieste desde Rivolto, cerca de Codroipo en Friuli. En 1840 su padre se llevó a Giuseppe Lorenzo a Venecia, allí el hijo se convirtió en alumno de otros pintores, apoyado por una beca del municipio de Trieste. Gatteri fue descrito como un niño prodigio; a la edad de 11 años impresionó a los miembros de la Sociedad Minerva de Venecia con su habilidad para improvisar dibujos de episodios de la antigüedad.
Los maestros de Gatteri lo alentaron a seguir el estilo de pintura romántico respetando la tradición de colores cálidos de la escuela veneciana. Expuso dos dibujos a pluma en la Sociedad de Bellas Artes de Trieste en 1841, y tres más el año siguiente. En 1842, su padre llevó a Giuseppe Lorenzo a Milán, donde nuevamente se le mostró en reuniones de la élite como un niño prodigio. Impresionó enormemente a la nobleza por la rapidez y calidad de su trabajo y su sentido de la composición. En 1843 su padre lo llevó a Turín. Fue recibido por el rey Carlos Alberto de Cerdeña, quien le encargó una serie de dibujos. La Academia de Bellas Artes de Venecia le otorgó premios en 1845, 1847 y 1851.